# ریپه سان جینزیو
ریپه سان جینزیو (به ایتالیایی: Ripe San Ginesio) یک کومونه در ایتالیا است که در استان ماچه‌راتا واقع شده‌است. ریپه سان جینزیو ۱۰٫۱ کیلومتر مربع مساحت و ۸۷۱ نفر جمعیت دارد و ۴۳۰ متر بالاتر از سطح دریا واقع شده‌است.